# 新坂堂
新坂堂，即余光中旧居，位于中国福建省永春县桃城镇洋上村。清代始建，由门庭、正门、正厅、东西护厝组成。有厅堂、房间40间，穿斗式木构架，单檐歇山顶。正立面以红砖装饰，门斗以花岗岩、辉绿岩镶嵌，屋面铺以灰瓦，正脊堆塑有动物、人物、卷草、花卉图案等。木梁枋、雀替、窗户饰有镏金浮雕。2009年11月16日公布为第七批福建省文物保护单位。